# 아르고스 파놉테스
아르고스(Argos)는 그리스 신화에 나오는 괴물이다. 이나코스의 아들이라고도 한다. 목 뒤에 제3의 눈이 붙어 있었다고 하며, 몸의 앞뒤에 두 개씩의 눈이 있었다고도 하고, 전신에 무수한 눈을 갖고 있었다고도 한다. 눈이 빠른데다가 힘이 센 거인으로 아르카디아를 해치는 황소와 사티로스를 퇴치하였고, 타르타로스와 대지의 신 가이아의 딸로 통행인들을 약탈하던 에키드나를 물리쳤으며, 포로네우스의 아들 아피스를 살해한 자들을 죽여 없앴다.